# Ji-Kotei-Kanketsu
Ji-Kotei-Kanketsu  (自工程完結), também conhecido pela sigla JKK, é uma terminologia usada em melhoria de processos de negócios e gestão enxuta como uma espécie de filosofia onde cada funcionário deve ter orgulho do que está fazendo.
“Ji” em japonês significa “auto”, “kotei” significa “processo” e “kanketsu” significa “conclusão”. Juntando todas as palavras, JKK significa algo como “conclusão do seu próprio trabalho” (RAMANATHAN, 2020, pág 5). Ou seja, o Ji-Kotei-Kanketsu preza que “não se deve passar defeitos para o próximo processo”, e que o "próximo processo deve ser entendido como nosso cliente".
A JKK foi iniciada pela Toyota como um meio de aumentar a conscientização dos funcionários sobre a qualidade. A Toyota ensina JKK como parte do processo de kaizen (melhoria contínua). Assim, o JKK é praticado pelas seguintes quatro etapas;
1- Primeiro, esclareça o alvo e o objetivo da tarefa;

2- Esclarecer o procedimento detalhado da tarefa;

3- Esclareça Ryohin jyoken (pontos de qualidade);

4- Contacte imediatamente o seu supervisor, se ocorrer algum problema e/ou atraso (puxe o Andon) e repita o Kaizen.